# マスロック
マスロック (Math rock) は、ロックの一種。キング・クリムゾンやスティーヴ・ライヒらの影響を受けた複雑で変則的なリズム、ギターを中心とした鋭角的なメロディや不協和音などが特徴である。

## 概要
その独特のリズムを持った音楽性のためか、通常のロックバンドよりドラムの音が際立つ傾向にある。多くのバンドは、ギターをクリーントーンで演奏する場合が多いが、ディストーションが使用される場合もある。マスロックに分類されるバンドの楽曲の多くは歌よりもインストパートを重視し、ボーカルはエフェクト同様の扱いをするバンドも多く見られる。ガスター・デル・ソルやトータスなどが代表的なバンドである。
日本では1980年代からルインズ、ボアダムス、あぶらだこ、ZENI GEVA、DOOMといったバンドが活動しており、これらのバンドはLITEやZAZEN BOYSをはじめとした以降の日本のマスロックに大きな影響を及ぼしている。

## 主なマスロック・バンド

### 海外
- 65デイズオブスタティック
- アメリカン・フットボール
- ガスター・デル・ソル
- スリント
- ダンス・ギャヴィン・ダンス
- ザ・ディスメンバメント・プラン
- トータス
- ドライヴ・ライク・ジーヒュー
- ドン・キャバレロ
- バトルス
- ザ・フォール・オブ・トロイ
- ブラック・ミディ
- ポリフィア
- チョン

### 日本
- the band apart
- the cabs
- cinema staff
- DOOM
- downy
- JYOCHO
- LITE
- MASS OF THE FERMENTING DREGS
- mudy on the 昨晩
- NUITO
- People In The Box
- te'
- toe
- tricot
- ZAZEN BOYS
- ZENI GEVA
- あぶらだこ
- トリコンドル
- ボアダムス
- 凛として時雨
- ルインズ